# Международен куклен фестивал „Златният делфин“
Международният фестивал за куклено изкуство „Златният делфин“ във Варна е проведен за пръв път през 1972 г.
Той е инициран от Варненския куклен театър през 1969 г. от директора на театъра, общественик, писател, драматург, режисьор Йордан Тодоров. Голямата родолюбива цел е да се поощри българската куклена драматургия, българският куклен театър да достигне да всички краища на света. Йордан Тодорв успява да изведе Варненския куклен театър до Америка, Азия, Африка, в цяла Европа. Благодарение на Йордан Тодоров българското куклено изкуство, включително театърът, който той издига и му създава прекрасни условия, благодарение на нова сграда, представя българските кукленици в цял свят. Йордан Тодоров създава най-добрите куклени актьори, режисьори. През годините, поради различни условия, „Златният делфин“ се видоизменя. Но направеното от големия талант, творец Йордан Тодоров остава и не може да бъде затрито.
Фестивалът се провежда на всеки 3 години, обикновено в началото на октомври В него са взели участие над 110 театрални трупи, от множество държави от Европа, Азия, Африка и Америка.
Наред с фестивала се провеждат и съпътстващите програми като: уъркшопове, семинари, сценографски изложби, теоретични конференции, дискусии.
Дават се награди „Златен делфин“ в катогориите: цялостен спектакъл, драматургия, режисура, сценография и актьорско майсторство (за женска и мъжка роля)
Съорганизатори на феста са Община Варна, Министерството на културата и местният Държавен куклен театър.